# 48ste Oscaruitreiking
De 48ste Oscaruitreiking, waarbij prijzen worden uitgereikt aan de beste prestaties in films in 1975, vond plaats op 29 maart 1976 in het Dorothy Chandler Pavilion in Los Angeles, California. De ceremonie werd gepresenteerd door Walter Matthau, Robert Shaw, George Segal, Goldie Hawn en Gene Kelly.
De grote winnaar van de 48ste Oscaruitreiking was One Flew Over the Cuckoo's Nest, met in totaal 9 nominaties en 5 Oscars.

## Winnaars

### Films
| Categorie               | Winnaar                         | Regie                          |
| ----------------------- | ------------------------------- | ------------------------------ |
| Beste Film              | One Flew Over the Cuckoo's Nest | Miloš Forman                   |
| Beste Buitenlandse Film | Dersu Uzala                     | Akira Kurosawa                 |
| Beste Documentaire      | The Man Who Skied Down Everest  | Bruce Nyznik Lawrence Schiller |

### Acteurs
| Categorie                  | Winnaar         | Film                            |
| -------------------------- | --------------- | ------------------------------- |
| Beste Mannelijke Hoofdrol  | Jack Nicholson  | One Flew Over the Cuckoo's Nest |
| Beste Vrouwelijke Hoofdrol | Louise Fletcher | One Flew Over the Cuckoo's Nest |
| Beste Mannelijke Bijrol    | George Burns    | The Sunshine Boys               |
| Beste Vrouwelijke Bijrol   | Lee Grant       | Shampoo                         |

### Regie
| Categorie       | Winnaar      | Film                            |
| --------------- | ------------ | ------------------------------- |
| Beste Regisseur | Miloš Forman | One Flew Over the Cuckoo's Nest |

### Scenario
| Categorie                | Winnaar                    | Film                            |
| ------------------------ | -------------------------- | ------------------------------- |
| Beste Origineel Scenario | Frank Pierson              | Dog Day Afternoon               |
| Beste Bewerkt Scenario   | Lawrench Hawben Bo Goldman | One Flew Over the Cuckoo's Nest |

### Speciale prijzen
| Categorie                         | Winnaar        |
| --------------------------------- | -------------- |
| Honorary Award                    | Mary Pickford  |
| Irving G. Thalberg Memorial Award | Mervyn LeRoy   |
| Jean Hersholt Humanitarian Award  | Jules C. Stein |